# Profiltiefenmessung
Die Profiltiefenmessung bei Fahrzeugreifen ist die Messung der Tiefe der Profilrillen, also des Abstandes von Laufflächenebene zum Grund der Profilrillen oder -einschnitte. Dabei ist in der Regel die Tiefe der breiten der Wasserableitung dienenden Rillen und Einschnitte auf der Lauffläche (ohne die Reifenschultern) maßgeblich.
Bei Luftreifen von Kraftfahrzeugen gibt es in den meisten Ländern eine gesetzlich geregelte Mindestprofiltiefe. In Europa gilt bei Sommerreifen für PKW grundsätzlich die Mindestprofiltiefe von 1,6 mm. Teilweise gibt es besondere Vorgaben, beispielsweise für verschiedene Fahrzeugarten. Bei Winterreifen variiert die Mindestprofiltiefe je nach Land sehr stark. Da die tatsächliche Profiltiefe eines Reifens durch fortschreitenden Abrieb der Lauffläche abnimmt, wird die verbleibende Restprofiltiefe gemessen, um Rückschlüsse auf Veränderungen der Fahreigenschaften und die Verkehrssicherheit zu ziehen.

## Gesetzliche Grundlagen für die Profiltiefe
In Deutschland gilt die Straßenverkehrs-Zulassungs-Ordnung (StVZO), in Österreich das Kraftfahrgesetz und die Kraftfahrgesetz-Durchführungsverordnung (siehe Abschnitt Vorschriften im Artikel Autoreifen), in der Schweiz gelten die Verordnungen VTS, TAFV 1, TAFV 2 TAFV 3.

### Straßenverkehrs-Zulassungs-Ordnung
§ 36 StVZO enthält die Bestimmungen für Reifen und Laufflächen der Kraftfahrzeuge und Anhänger. Für die andersartigen Laufflächen von Straßenwalzen, Schneepflügen und Schlitten gilt § 36 StVZO nicht, doch müssen auch ihre Laufflächen feste Fahrbahnen möglichst schonen (§ 30 StVZO).
§ 36 Abs. 3 StVZO enthält folgende Regelung:
Die Räder der Kraftfahrzeuge und Anhänger müssen mit Luftreifen versehen sein, soweit nicht nachstehend andere Bereifungen zugelassen sind. Als Luftreifen gelten Reifen, deren Arbeitsvermögen überwiegend durch den Überdruck des eingeschlossenen Luftinhalts bestimmt wird. Luftreifen an Kraftfahrzeugen und Anhängern müssen am ganzen Umfang und auf der ganzen Breite der Lauffläche mit Profilrillen oder Einschnitten versehen sein. Das Hauptprofil muss am ganzen Umfang eine Profiltiefe von mindestens 1,6 mm aufweisen; als Hauptprofil gelten dabei die breiten Profilrillen im mittleren Bereich der Lauffläche, der etwa ¾ der Laufflächenbreite einnimmt.
Danach muss die Profiltiefe im mittleren Bereich (Hauptprofil) der Lauffläche jedes laufenden Reifens rundum mindestens 1,6 mm betragen, auch bei Winterreifen (§ 36 Abs. 3 Satz 4 StVZO). Eine Ausnahme gilt bei Fahrrädern mit Hilfsmotor, Kleinkrafträdern und Leichtkrafträdern, hier ist eine Profiltiefe von mindestens 1,0 mm erforderlich.

### Richtlinie 89/459/EWG
Somit entspricht die StVZO der Richtlinie 89/459/EWG vom 18. Juli 1989 über die Profiltiefe der Reifen, die eine Mindestprofiltiefe der Reifen von 1,6 mm vorsieht. Da sich die Mindestprofiltiefe bei einigen geschwindigkeitsbegrenzten Krafträdern als zu streng erwiesen hat, reicht bei Fahrrädern mit Hilfsmotor, Kleinkrafträdern und Leichtkrafträdern eine Profiltiefe von 1,0 mm (siehe § 36 Abs. 2 Satz 5 StVZO). Zusätzliche Feinprofilierungen bleiben außer Betracht, was sich nunmehr ausdrücklich aus der Formulierung („die breiten Profilrillen“) von § 36 Abs. 2 Satz  StVZO ergibt. „Durchschnittstiefen“ sind ohne Bedeutung; außer Betracht bleiben auch solche Rillen, die ausschließlich anderen Zwecken als der Rutschfestigkeit und Wasseraufnahme dienen.

## Reifenverschleißanzeige
Die Profiltiefe wird in den Hauptrillen gemessen, die bei modernen Reifen mit einer Reifenverschleißanzeige (TWI, Tread Wear Indicator) gekennzeichnet sind. Sind diese zusätzlichen Querbalken bündig mit dem umgebenden Profil, ist je nach Hersteller zwischen 0,8 und 1,6 mm Restprofil vorhanden. Diese Markierung entspricht nicht unbedingt der erforderlichen Profiltiefe von 1,6 mm.
Bei einigen Herstellern sind noch weitere (höhere) Querbalken vorhanden. Diese werden als Sommer-TWI bzw. Winter-TWI bezeichnet, abhängig von der jeweiligen Reifenart.

## Manuelle Messgeräte

### Ein-Euro-Münze

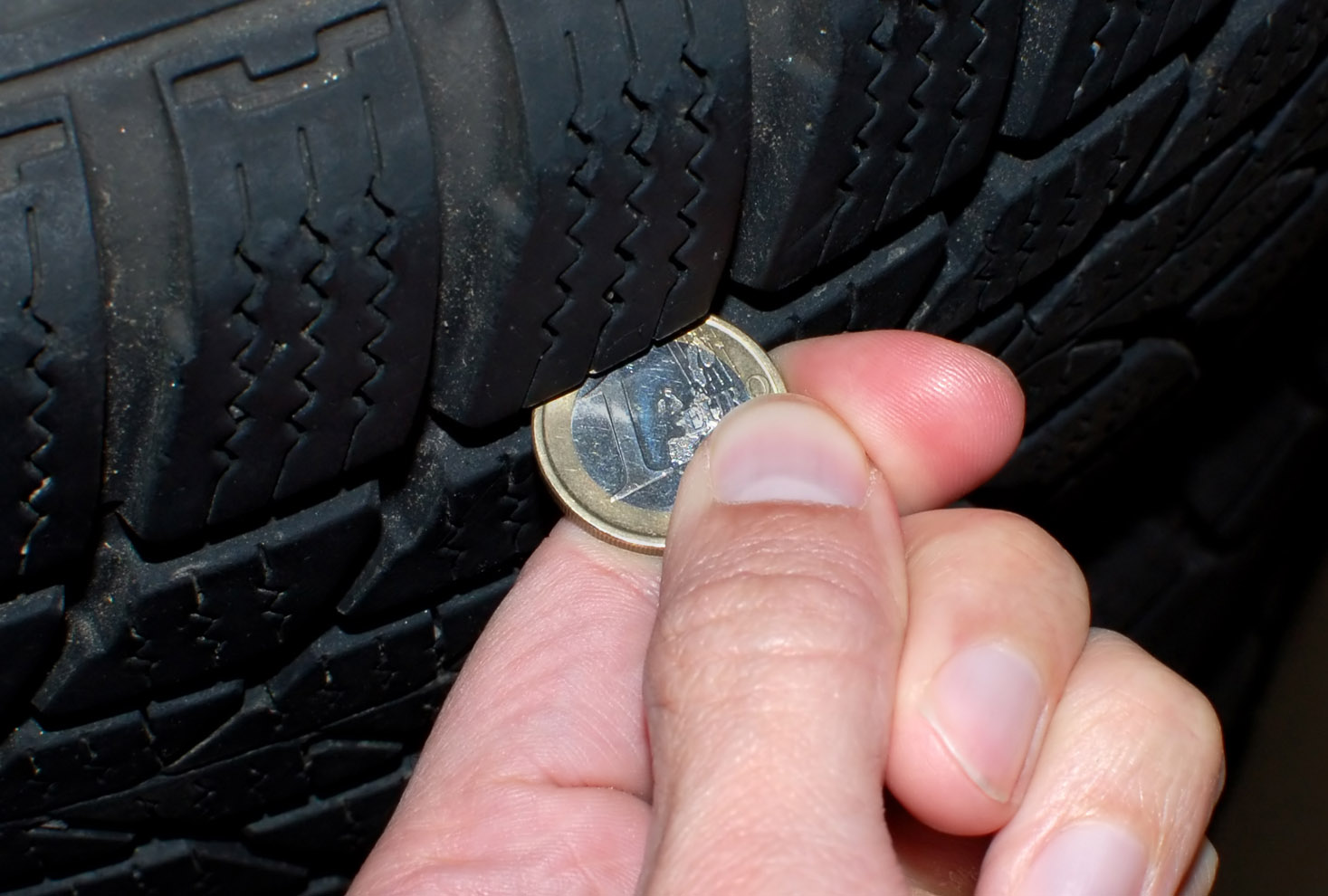
Ein-Euro-Münze-Test

Die günstigste Variante: Verschwindet der Messingrand der Münze vollständig im Profil, ist die in vielen Ländern gültige Mindestprofiltiefe noch vorhanden. Ist er mit dem Profil auf gleicher Höhe, ist das Profil noch etwa 3 Millimeter tief.

### Rein mechanischer Profiltiefenmesser

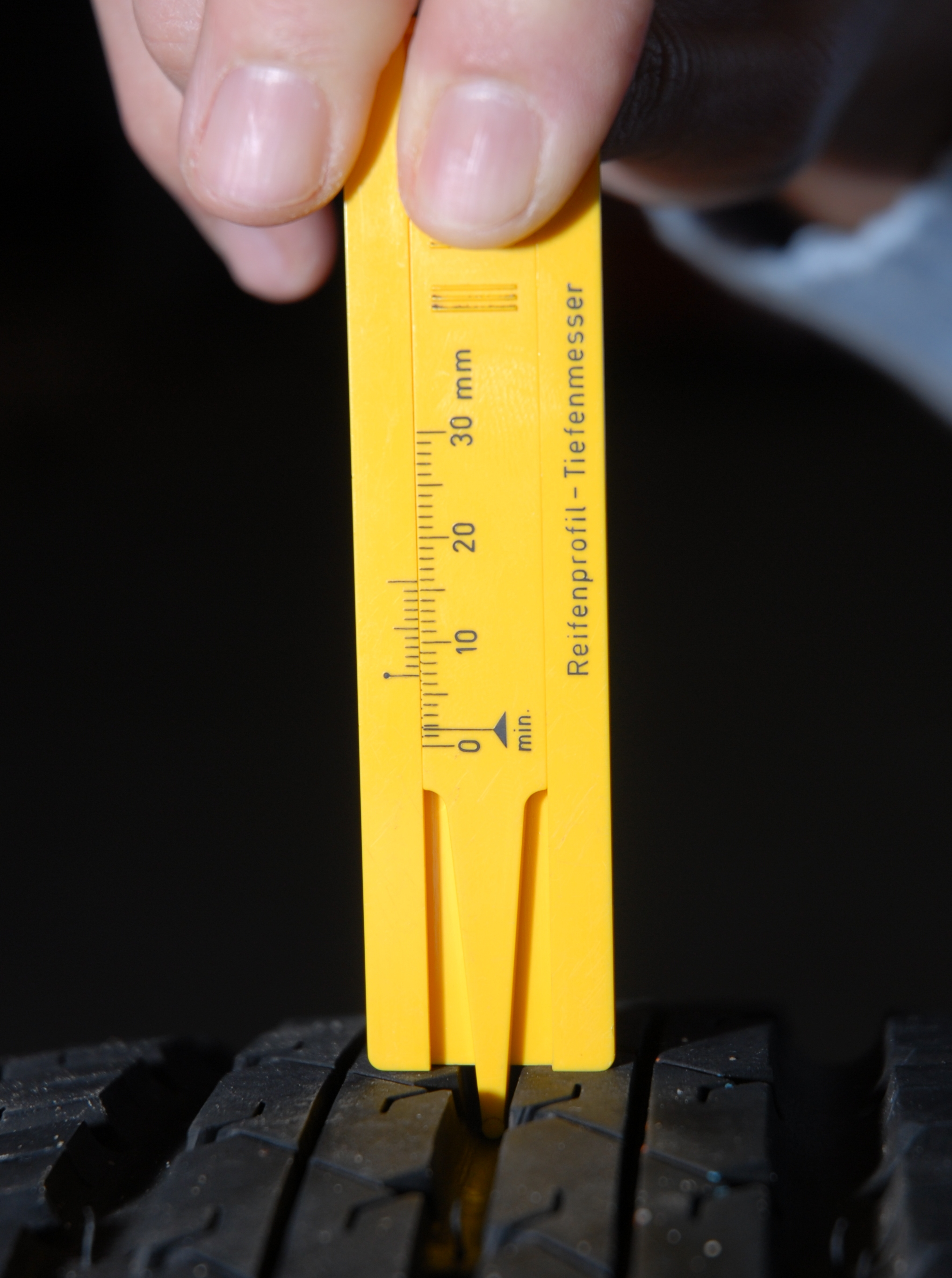
Analoger Profiltiefenmesser

Der mechanische Profiltiefenmesser basiert auf dem einfachen Prinzip der Tiefenmesseinrichtung eines Messschiebers. Die Handhabung ist so einfach wie bei einem Lineal. Der Wert wird anhand der aufgebrachten Skala abgelesen. Der Profiltiefenmesser wird zwischen zwei Profil-Blöcken angesetzt und die Messstange bis auf den Profilgrund geschoben. Hier ist lediglich darauf zu achten, dass sich keine Gegenstände im Profil befinden und nicht an einer Stelle gemessen wird, an der ein TWI (Tread Wear Indicator, Abnutzungs-Indikator) sitzt.

### Digitaler Profiltiefenmesser
Einziger Unterschied zum rein mechanischen Profiltiefenmesser ist die Anzeige. Der digital dargestellte Wert muss nur noch abgelesen werden.

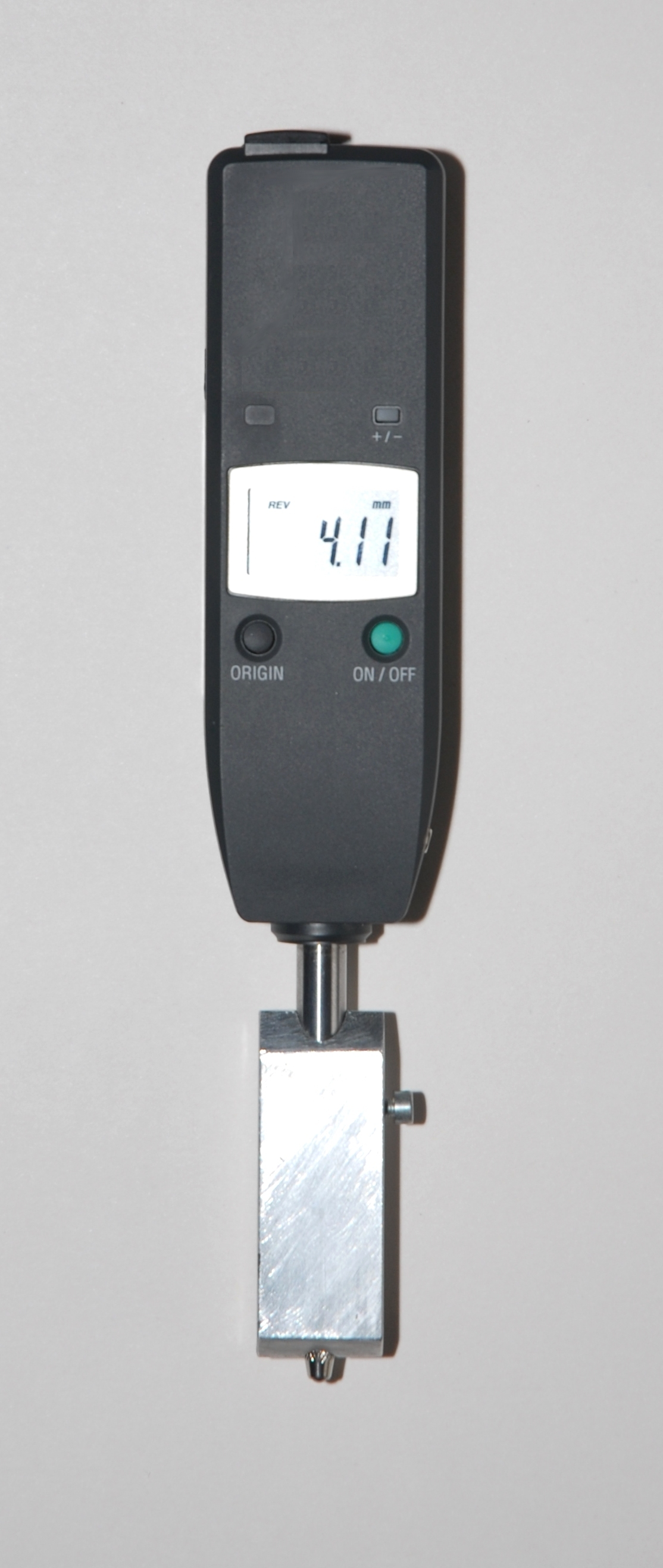
Digitaler Profiltiefenmesser
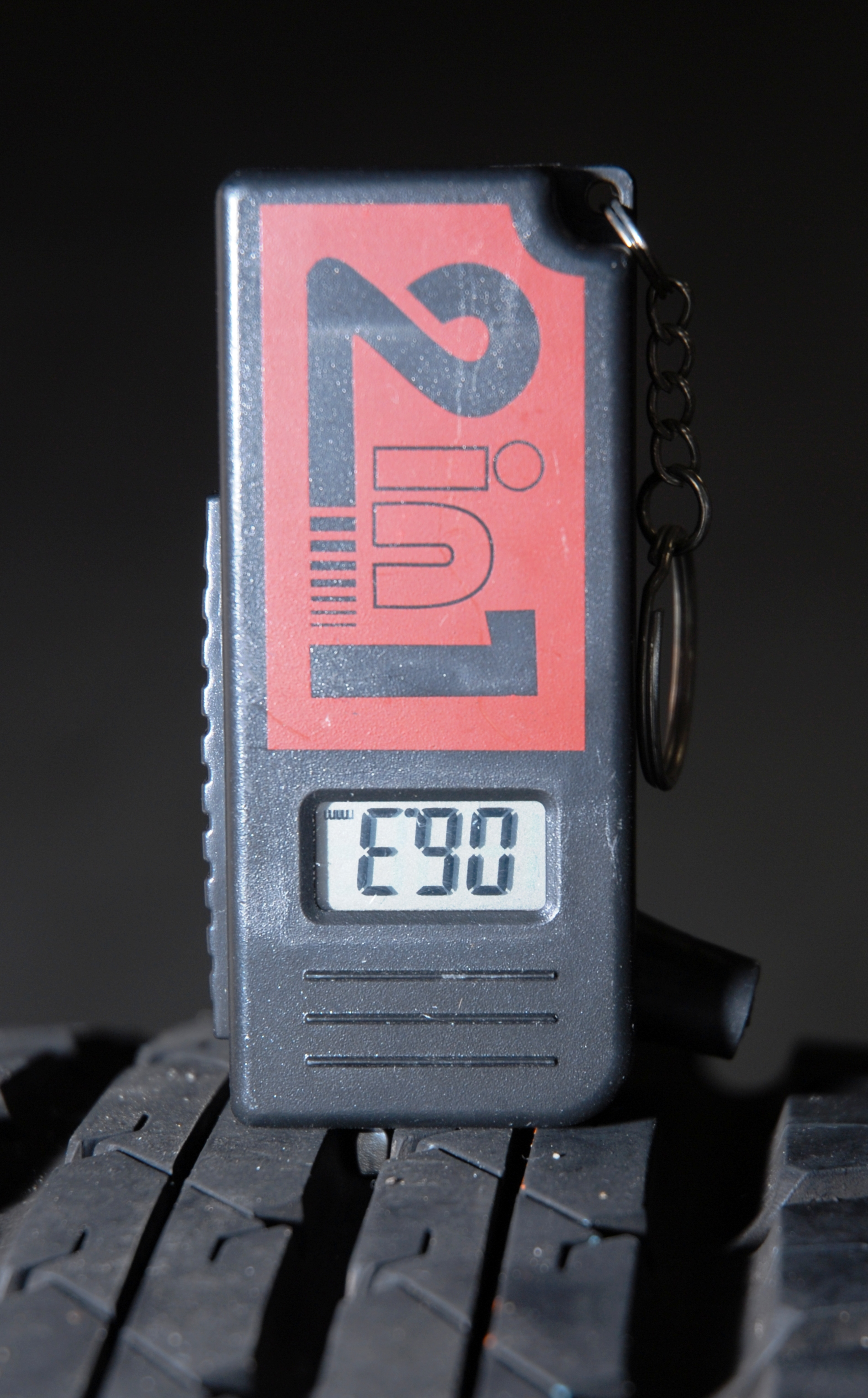
Digitaler Profiltiefenmesser

## Automatische Messgeräte

### Lasertriangulation

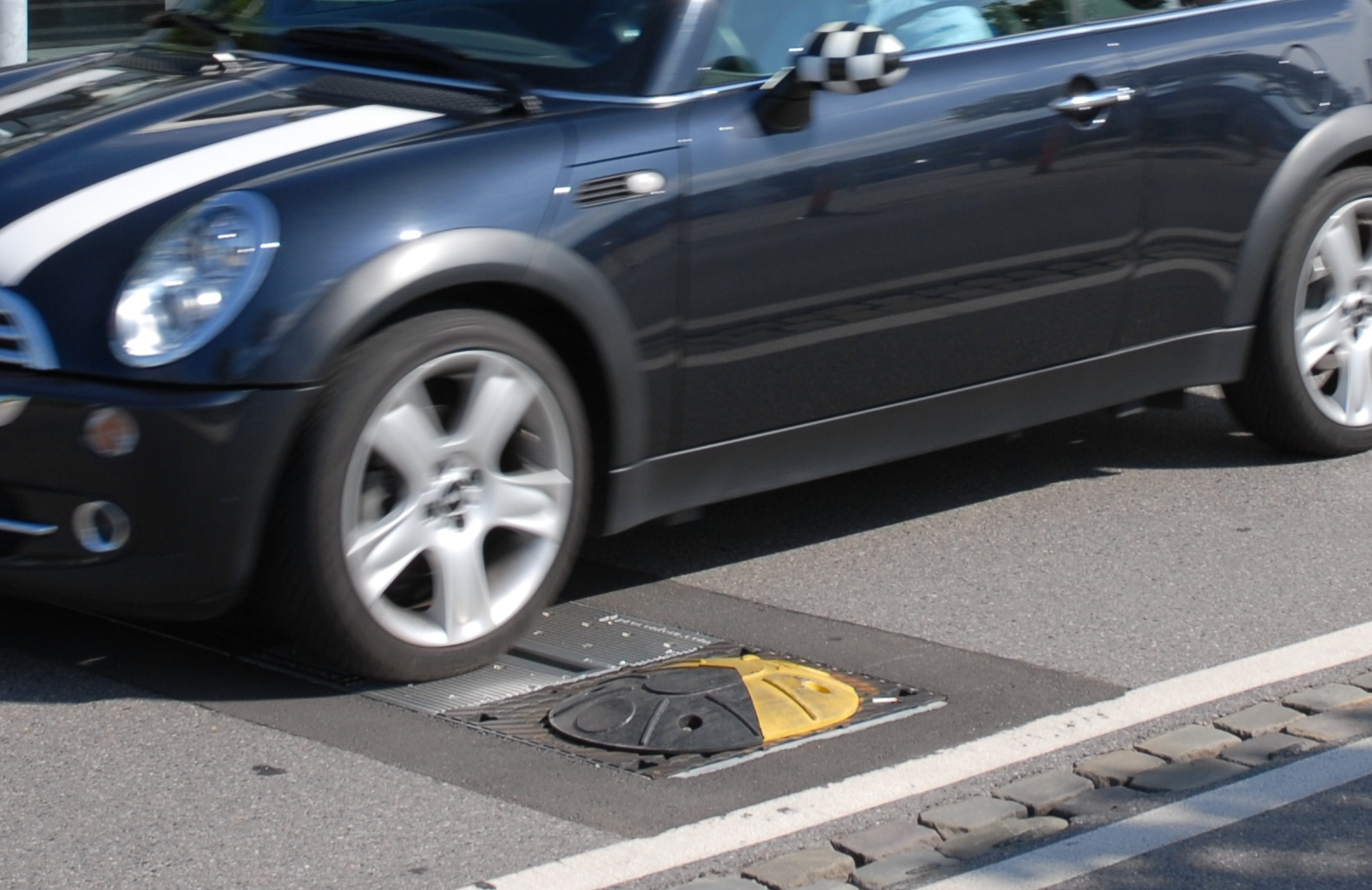
Automatische Reifenvermessung beim Überfahren des Messgerätes

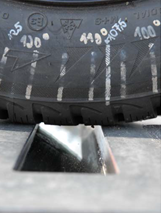
Detailansicht einer automatischen Reifenvermessung

Mittels Lasertriangulation ist es möglich Profiltiefe und Profilverlauf über die gesamte Breite des Reifen zu vermessen. Die Vermessung erfolgt beim Überfahren des in einen Fahrbelag oberflächenbündig eingebauten Messgerätes bis zu Fahrzeuggeschwindigkeiten von über 100 km/h. Durch das bildgebende Verfahren lässt sich nicht nur die minimale Profiltiefe ermitteln, sondern auch ungleich abgefahrene Reifen leichter erkennen und Rückschlüsse auf fehlerhafte Spur- und Sturzeinstellungen sind möglich.
Da der Aufwand für ein solches System erheblich ist, wird es vor allem dort eingesetzt, wo viele Messungen effizient durchgeführt werden sollen (Verkehrsüberwachung, Autohäuser, Fuhrparke etc.). Die Messung wird nur an einem kurzen Bereich des Reifenumfangs durchgeführt. Daher ersetzt es nicht manuelle Kontrollen und kann nicht erkennen, ob an anderen Stellen des Reifens Mängel vorhanden sind.

## Empfohlene Mindestprofiltiefe
Da eine sinkende Profiltiefe die Gefahr von Aquaplaning erhöht, raten viele Experten zu einer Erhöhung der Mindestprofiltiefe. Die Initiative Reifen-Sicherheit, eine Initiative des Vereins Deutscher Verkehrssicherheitsrat gibt Ratschläge zur Reifenpflege.

## Länderspezifische Mindestprofiltiefe
Hier sollen die bekannten und gesetzlich belegbaren Zahlen zur Mindestprofiltiefe aufgeführt werden. Teilweise gelten besondere Vorgaben die hier nicht angegeben sind, beispielsweise für verschiedene Fahrzeuge wie Mofa, LKW oder Bus. Die in der Tabelle genannten Kategorien sind annähernd zu umschreiben mit Autoreifen/PKW für Car Tyres, gewerblich/LKW für Commercial Tyres, Motorradreifen für Motorcycle und Bus für Bus tyres.
| Land           | Kategorie                            | Sommer | Winter                             | Anmerkungen |
| -------------- | ------------------------------------ | ------ | ---------------------------------- | --- |
| Deutschland    | Car Tyres                            | 1,6 mm | 1,6 mm                             | - Bei Glatteis, Schneeglätte, Schneematsch, Reif- oder Eisglätte darf nur mit Winterreifen (M+S-Reifen) gefahren werden. |
| Deutschland    | Commercial Tyres                     | 1,6 mm | 1,6 mm                             | - Bei Glatteis, Schneeglätte, Schneematsch, Reif- oder Eisglätte darf nur mit Winterreifen (M+S-Reifen) gefahren werden. Ausnahmen: Land- und Forstwirtschaftsfahrzeuge, bestimmte Einsatzfahrzeuge, nicht angetriebene Räder von Fahrzeugen der Klassen M2, M3, N2, N3, (Schwere LKW, Busse).                                                                                       |
| Deutschland    | Moped Tyres                          | 1,0 mm | 1,0 mm                             | - Gilt nur bei Fahrrädern mit Hilfsmotor, Kleinkrafträdern und Leichtkrafträdern (§ 36 Abs. 2 Satz 4 StVZO) |
| Dänemark       | Car Tyres                            | 1,6 mm | 1,6 mm                             | - keine Winterreifenpflicht |
| Dänemark       | Commercial Tyres                     | 1,0 mm | 1,0 mm                             | - keine Winterreifenpflicht |
| Dänemark       | Motorcycle                           | 1,0 mm | 1,0 mm                             | - keine Winterreifenpflicht |
| Estland        |                                      | 1,6 mm | 1,6 mm                             | - Winterreifenpflicht vom 1. Dezember bis zum 1. April – kann aber variieren! |
| Finnland       | Car Tyres                            | 1,6 mm | 3,0 mm                             | - Winterreifenpflicht vom 1. Dezember bis zum 1. März |
| Finnland       | Commercial Tyres                     | 1,6 mm | k. A.                              | - Winterreifenpflicht vom 1. Dezember bis zum 1. März |
| Finnland       | Motorcycles                          | 1,0 mm | k. A.                              | - Winterreifenpflicht vom 1. Dezember bis zum 1. März |
| Frankreich     | Car Tyres                            | 1,6 mm | 1,6 mm                             | - keine generelle Winterreifenpflicht. Auf manchen Bergstraßen sind Winterreifen Vorschrift! |
| Frankreich     | Commercial Tyres                     | 1,6 mm | 1,6 mm                             | - keine generelle Winterreifenpflicht. Auf manchen Bergstraßen sind Winterreifen Vorschrift! |
| Großbritannien | Car tyres                            | 1,6 mm | 1,6 mm                             | - keine Winterreifenpflicht |
| Großbritannien | Commercial and Bus tyres             | 1,0 mm | 1,0 mm                             | - keine Winterreifenpflicht |
| Großbritannien | Motorcycle                           | 1,0 mm | 1,0 mm                             | - keine Winterreifenpflicht |
| Italien        | Car Tyres                            | 1,6 mm | 1,6 mm                             | - keine Winterreifenpflicht |
| Italien        | Commercial Tyres                     | 1,6 mm | 1,6 mm                             | - keine Winterreifenpflicht |
| Italien        | Motorcycle                           | 1,0 mm | 1,0 mm                             | - keine Winterreifenpflicht |
| Lettland       |                                      | 1,6 mm | 1,6 mm                             | - Winterreifenpflicht vom 1. Dezember bis zum 29. Februar |
| Litauen        |                                      | 1,6 mm | 3,0 mm                             | - Winterreifenpflicht vom 10. November bis zum 1. April |
| Luxemburg      |                                      | 1,6 mm | 1,6 mm                             | - Winterreifenpflicht für alle PKWs bei winterlichen Straßenverhältnissen, d. h. "Glatteis, festgefahrenem Schnee, schmelzendem Schnee, Eisplatten oder Straßen mit Reif" Davon sind auch ausländische Fahrzeuge davon betroffen, d. h. die Vorschrift gelte für alle, die in Luxemburg unterwegs seien, und nicht nur für die Autofahrer, die ein luxemburgisches Kennzeichen haben |
| Norwegen       | Car Tyres                            | 1,6 mm | 3,0 mm                             | - Reifen mit ausreichender Bodenhaftung |
| Norwegen       | Commercial Tyres                     | 1,0 mm | 1,0 mm                             | - Reifen mit ausreichender Bodenhaftung |
| Norwegen       | Motorcycle                           | 1,0 mm | 1,0 mm                             | - Reifen mit ausreichender Bodenhaftung |
| Österreich     | Car Tyres                            | 1,6 mm | 4,0 mm (5,0 mm für Diagonalreifen) | - Winterreifenpflicht bei winterlichen Fahrbedingungen für PKW von 1. November bis 15. April (siehe auch den Abschnitt Österreich im Artikel Autoreifen) |
| Österreich     | Commercial Tyres (Fzg. über 3500 kg) | 2,0 mm | 5,0 mm (6,0 mm für Diagonalreifen) | - Winterreifenpflicht bei allen Fahrbedingungen (auch bei trockener Fahrbahn) für LKW von 1. November bis 15. April, für Omnibusse von 1. November bis 15. März (siehe auch den Abschnitt Österreich im Artikel Autoreifen) |
| Schweden       | Car Tyres                            | 1,6 mm | 3,0 mm                             | - Winterreifenpflicht bei winterlichen Bedingungen vom 1. Dezember bis zum 1. März - Touristen sind von der Regelung ausgenommen – Restprofil muss jedoch mindestens 3,0 mm betragen |
| Schweiz        | Car Tyres                            | 1,6 mm | 1,6 mm                             | - keine allgemeine Winterreifenpflicht |
| Slowenien      |                                      | 1,6 mm | 3,0 mm                             | - Winterreifenpflicht vom 15. November bis zum 15. März |
| Spanien        |                                      | 1,6 mm | 1,6 mm                             | - keine Winterreifenpflicht |
| Tschechien     |                                      | 1,6 mm | 4,0 mm                             | - Winterreifenpflicht vom 1. November bis zum 30. April für Fahrzeuge bis zu 3,5 t zGG auf bestimmten Straßen (u. a. Autobahnabschnitte, Bergstraßen; entsprechend Beschilderung) - Alle vier Räder müssen mit Winterreifen ausgestattet sein (min. 4 mm Profiltiefe); Kfz über 3,5 t zGG müssen auf der Antriebsachse Winterreifen mit min. 6 mm Profiltiefe montiert haben         |
| Türkei         |                                      | 1,6 mm | 1,6 mm                             | - keine generelle Winterreifenpflicht - Verwendung von Winterreifen kann durch Verkehrsschild angeordnet werden |
| Ukraine        |                                      | 1,6 mm | 6,0 mm                             | - Bei winterlichen Straßenverhältnissen (ca. November bis April) besteht Winterreifenpflicht |
| Ungarn         |                                      | 1,6 mm | 1,6 mm                             | - keine generelle Winterreifenpflicht - Verwendung von Winterreifen kann durch Verkehrsschild angeordnet werden |